# Natus Vincere
Natus Vincere (NAVI) (lat. „Geboren zum Siegen“) ist ein ukrainischer E-Sport-Clan, der durch große Erfolge in den Disziplinen Counter-Strike und Dota 2 bekannt wurde.

## Geschichte
Das fünfköpfige Counter-Strike-Team, das anfangs vom kasachischen E-Sport-Mäzen Murat „Arbalet“ Zhumashevich finanziell unterstützt wurde, hat sich Ende 2009 aus den stärksten Spielern der Ukraine formiert.
Natus Vincere war von Anfang an spielerisch sehr erfolgreich. Anfang 2010 belegte das Team den ersten Platz auf der ESL Intel Extreme Masters IV World Championship. Auf dem Electronic Sports World Cup holte Na`Vi ebenfalls Gold, und auch die World Cyber Games wurden als Erster abgeschlossen. Zuvor war es noch keiner Mannschaft gelungen, alle drei als Weltmeisterschaften angesehenen Wettkämpfe im selben Jahr zu gewinnen. Der Kader von Natus Vincere hatte im Jahr 2010 das meiste Preisgeld gewonnen und wurde häufig als stärkste Mannschaft der Welt angesehen.
Im Jahr 2011 konnte das ukrainische Team auf dem World Championship der ESL Intel Extreme Masters V auf der CeBIT seinen Titel gegen das polnische Team Frag eXecutors erfolgreich verteidigen. Im Laufe der Zeit wurden weitere Mannschaften verpflichtet.

### Name
Als die Organisation gegründet wurde, spielten die Spieler unter dem Kürzel Na'Vi, angelehnt an die, in dem Film Avatar gesprochene, fiktive Sprache Na’vi. Anfang 2010 schrieb die neu gegründete Organisation einen Wettbewerb zur Findung eines neuen Namens aus. Obwohl initial nicht erfolgreich, schlug ein Benutzer kurz darauf den Namen Natus Vincere vor, was Unterstützung fand und es der Organisation erlaubte das ursprüngliche Kürzel zu behalten.

## Aktuelle und ehemalige Spieler (Auswahl)

### Counter-Strike
Nachdem zwei Spieler das Gründungsteam am 18. Juli 2013 verlassen hatten, wurde am 20. August 2013 auf der Internetpräsenz des Clans die Verpflichtung von Denis Kostin und Anton Kolesnikow bekanntgegeben. Im Juli 2016 trat Gründungsmitglied Danylo „Zeus“ Teslenko zurück und wurde durch Oleksandr „s1mple“ Kostyljew ersetzt. Der erste Erfolg ließ nicht auf sich warten, sie gewannen die ESL One New York 2016. Trotz diesem Erfolg passiert lange nichts mehr, so konnte man zwar den Legenden-Status beim folgenden Eleague Major halten, trotzdem war im Viertelfinale Schluss. Am 28. Juli 2017 kam dann der Paukenschlag. Nachdem man beim PGL Major sogar den Legenden-Status verlor, welchen man bis zu diesem Zeitpunkt 7x in folge halten konnte, traten Ladislav Kovács & Denis „seized“ Kostin vom aktiven Lineup zurück.
Am 9. August 2017 wurde bekanntgegeben, dass Danylo „Zeus“ Teslenko von Gambit Gaming sowie Denis Kostin, welcher rund 1 Monat lang ohne Team war, ins Lineup zurückkehren. Im November 2017 wurde Denis „electronic“ Sharipov ins Lineup aufgenommen. Das Team schloss das Jahr 2019 auf Rang 9 der Weltrangliste ab. Anfang 2020 konnte man die BLAST Premier: Spring 2020 Regular Season gewinnen. Im selben Jahr konnte man IEM Katowice 2020 gewinnen und Valeriy „b1t“ Vakhovskiy wurde von Jugendteam ins Hauptkader aufgenommen, dabei entstand ein Sechs-Mann-Kader. Im folgenden Jahr hat der inaktive Ladislav „GuardiaN“ Kovács die Organization verlassen und Egor „flamie“ Wassiljew wurde inaktiv, dabei wurde er Kader wieder zum traditionellen Fünf-Mann-Kader. Außerdem wurde IEM Cologne 2021 und der Stockholm Major 2021 vom Team gewonnen. 2022 wurde auch Kirill „Boombl4“ Mikhailov inaktiv, und sie hinzufügten Viktor "sdy" Orudzhev als Stand-In. Die Organization hat ihm am Ende des Jahres mit Andrij "npl" Kukharsjkyj ersetzt. Im Juni 2023 hat NAVI, Denis „electronic“ Scharipow, Ilya „Perfecto“ Zalutskiy und Andrij "npl" Kukharsjkyj mit Aleksi „Aleksib“ Virolainen, Justinas „jL“ Lekavicius und Ivan „iM“ Mihai ersetzt. Die Spieler electronic und Perfecto wurden von Cloud9 gekauft und npl wurde zum Team B8 ausgeliehen. Im Oktober 2023 wurde Oleksandr „s1mple“ Kostyljew inaktiv wegen privaten Gründen, als Ersatz verpflichteten sie Ihor „w0nderful“ Zhdanov. In 2024 wurde der PGL Major Copenhagen 2024 vom Team gewonnen, auch der Esports World Cup und ESL Pro League Season 20 wurden im selben Jahr gewonnen. Im Juni 2025 beförderten sie Drin "makazze" Shaqiri vom Jugendteam. Im selben Monat wurde Justinas „jL“ Lekavicius inaktiv.
aktuelles Lineup:

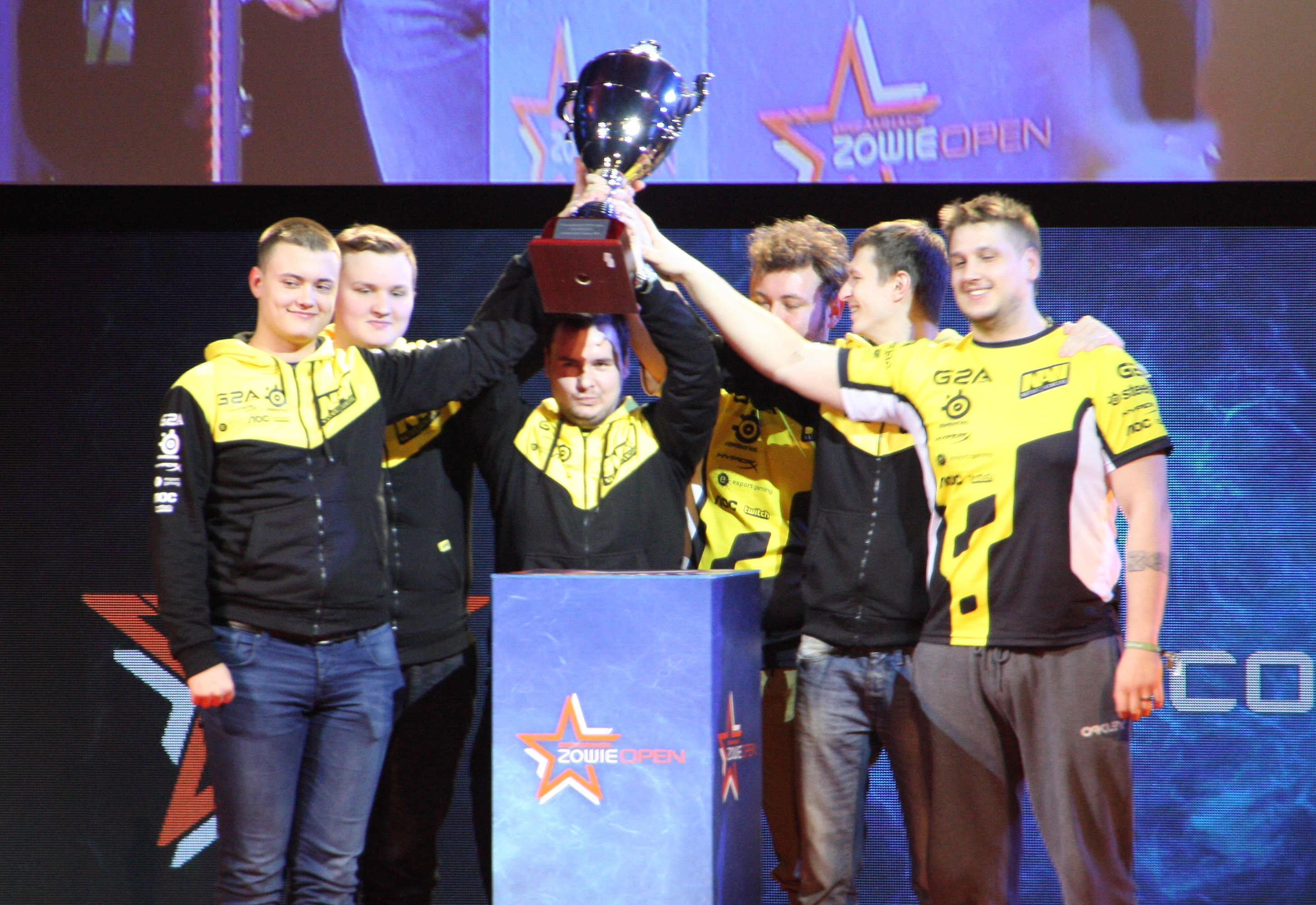
CS:GO Team auf der DreamHack Leipzig 2016

- Ihor „w0nderful“ Zhdanov (seit Oktober 2023)
- Valeriy „b1t“ Vakhovskiy (seit Januar 2021)
- Aleksi „Aleksib“ Virolainen (seit Juni 2023)
- Ivan „iM“ Mihai (seit Juni 2023)
- Drin "makazze" Shaqiri (seit Juni 2025)
- Justinas „jL“ Lekavicius (seit Juni 2023) (inaktiv)

Coach:
- Andrey „B1ad3“ Gorodenskiy (seit September 2019)

Manager:
- Eugene „Ugin“ Erofeev

Wichtige ehemalige Spieler:
- Denis „seized“ Kostin (bis Januar 2018)
- Danylo „Zeus“ Teslenko (bis September 2019)
- Ioann „Edward“ Sucharjew (bis Mai 2019)
- Ladislav „GuardiaN“ Kovács (Dezember 2013 – Juli 2017, September 2019 – Januar 2020)
- Egor „flamie“ Wassiljew (2015 – 2021)[26]
- Kirill „Boombl4“ Mikhailov (Mai 2019 bis Juni 2022)
- Denis „electronic“ Scharipow (November 2017 bis Juli 2023)
- Ilya „Perfecto“ Zalutskiy (Januar 2020 bis Juli 2023)
- Oleksandr „s1mple“ Kostyljew (August 2016 bis Oktober 2023)

### Dota 2
Das Dota-2-Team unterlief im Laufe seiner Geschichte einige Änderungen. So wurde Iwan „ArtStyle“ Antonow im Oktober 2011 nach Gewinnen des International 2011 entlassen und durch Sergey „ARS-ART“ Revin ersetzt. Dieser verließ Natus Vincere am 28. Februar in Richtung Virtus.pro. Als Ersatz für diesen wurde Gleb „Funn1k“ Lipatnikov verpflichtet. Kurz darauf wurde der Vertrag mit Dmitri „LightofHeaven“ Kuprijanow im April 2013 nicht verlängert, was zum ersten deutschen Spieler in Natus Vinceres Vereinsgeschichte führte: Kuro „KuroKy“ Salehi Takhasomi. Nach dem durchlaufenen Jahr 2016 verließen Akbar „SoNNeikO“ Butajew, Iwan „ArtStyle“ Antonow & Dmitr „Ditya Ra“ Minenkow das Team. Um diese Lücke zu schließen, wurden Per Anders Olsson „Pajkatt“ Lille, Roman „rmN-“ Paley & Malthe „Biver“ Winther unter Vertrag genommen, die  ab dem 1. Januar 2017 offiziell für Na'Vi spielen werden.
Aktuelle Spieler:
- Alik „V-Tune“ Vorobey
- Volodymyr „No[o]ne“ Minenko
- Roman „RAMZES666“ Kushnarev
- Vladimir „RodjER“ Nikogosyan
- Akbar  „SoNNeikO“ Butaev (Kapitän)

Wichtige Ehemalige Spieler:
- Clement „Puppey“ Ivanov
- Kuro „KuroKy“ Salehi Takhasomi

### Fifa
Seit 2011 hat Natus Vincere auch einen FIFA-Spieler unter Vertrag:
- Jewhen „Yozhyk“ Mostowyk

### Hearthstone: Heroes of Warcraft
aktuelles Lineup:

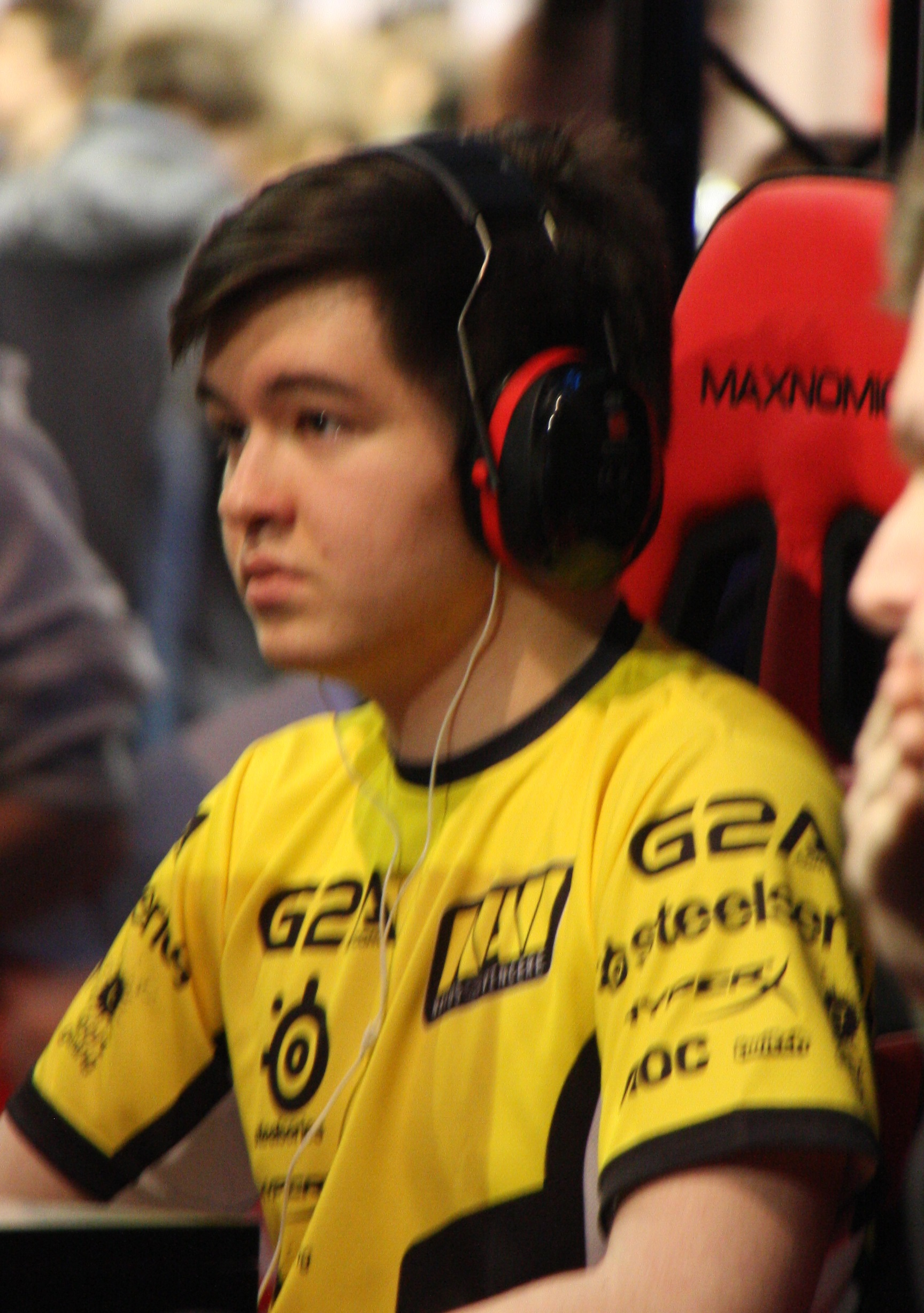
Ostkaka

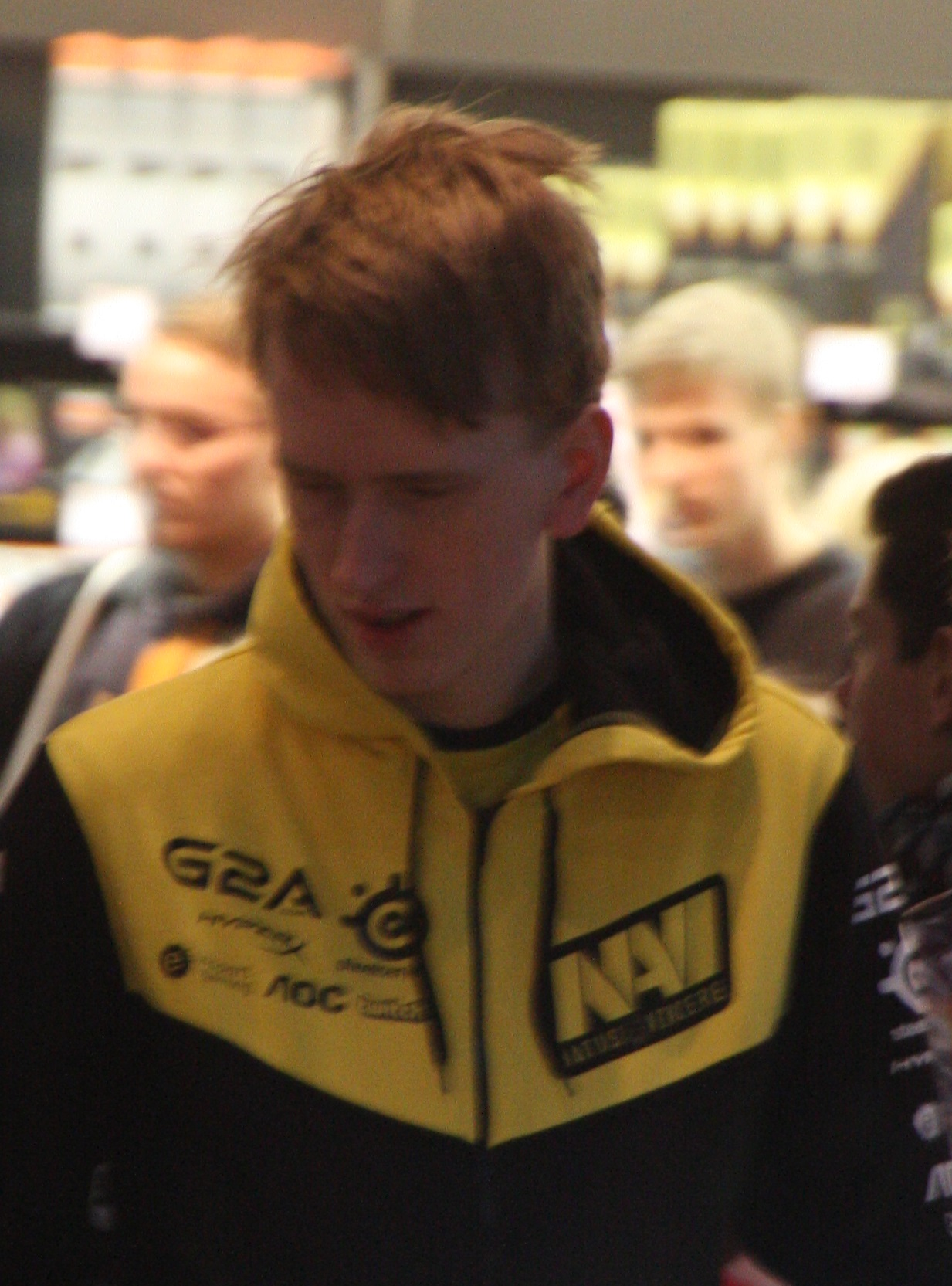
Xixo

- Sebastian „Xixo“ Bentert
- Sebastian „Ostkaka“ Engwall
- Frederik „Hoej“ Nielsen

### World of Tanks
Am 4. Juli 2013 stellte Natus Vincere auf seiner Homepage ein World of Tanks-Team vor. Dabei wurde lediglich das ehemalige Team Red Rush an die Organisation gebunden.
aktuelles Lineup:
- Dmitri „de1uxe“ Repin (Kapitän)
- Anatoli „Anatolich“ Barakow
- Kirill „Kirilloid“ Ponomarjow
- Oleg „StraikoiD“ Romanenkow
- Maxim „Inspirer“ Masein
- Dmitri „LeBwa“ Palaschtschenko
- Dmitri „P0WERSL1DE“ Frischman

### Tom Clancy's Rainbow Six Siege
aktuelles Lineup, Stand 21. Juni 2019:
- Leon „Nelo“ Pesić
- Szymon „Saves“ Kamieniak
- Luke „Kendrew“ Kendrew
- Jack „Doki“ Robertson
  -  Ellis „Pie“ Pyart (Stand-In für Jack „Doki“ Robertson)
- Dimitri „Panix“ de Longeaux

Manager:
- Yaroslav „N1ghtEnd“ Klochko

## Erfolge (Auszug)

### Counter-Strike
- ESL Intel Extreme Masters IV – European Championship: 5. Platz
- ESL Intel Extreme Masters IV – World Championship: 1. Platz
- Arbalet Cup Almaty 2010: 1. Platz
- Arbalet Cup Stockholm 2010: 2. Platz
- Electronic Sports World Cup 2010: 1. Platz
- GameGune 2010: 3. Platz
- Arbalet Cup Dallas 2010: 1. Platz
- ESL Intel Extreme Masters IV – GC Shanghai: 3. Platz
- World Cyber Games 2010: 1. Platz
- ESL Intel Extreme Masters V – World Championship: 1. Platz
- Dreamhack Summer: 2. Platz
- Starladder: 1. Platz
- Electronic Sports World Cup 2015: 1. Platz
- DreamHack Cluj-Napoca 2015: 2. Platz
- Intel®ExtremeMasters San Jose 2015: 1. Platz
- DreamHack Zowie Open Leipzig 2016: 1. Platz
- MLG Major Championship: Columbus 2016: 2. Platz
- DreamHack Masters Malmö 2016: 2. Platz
- Star Ladder i-League Invitational: 2. Platz
- Eleague Season 1: Halbfinale
- ESL One New York 2016: 1. Platz
- Eleague Major: Atlanta 2017: 5. – 8. Platz
- DreamHack Winter 2017: 1. Platz
- ESL One Cologne 2018: 1. Platz
- Eleague Major: Boston 2018: Halbfinale
- Star Ladder & i-League StarSeries Season 4: 2. Platz
- StarSeries & i-League CS:GO Season 7: 1. Platz
- ESL Pro League Season 10: Finals: 3. – 4. Platz
- EPICENTER 2019: 5. – 6. Platz
- Intel Extreme Masters XIV - World Championship 2020: 1. Platz
- BLAST Premier: Global Final 2020: 1. Platz
- BLAST Premier: Spring Final 2021: 2. Platz
- Intel Extreme Masters Season XVI - Cologne: 1. Platz
- ESL Pro League Season 14: 1. Platz
- Intel Grand Slam Season 3 (Sonderpreis)
- PGL Major: Stockholm 2021: 1. Platz
- BLAST Premier: Fall Finals 2021: 1. Platz
- BLAST Premier: Spring Finals 2022: 1. Platz
- IEM Cologne 2022: 2. Platz
- IEM Katowice 2023: 3.–4. Platz
- ESL Pro League Season 17: 3.–4. Platz
- IEM Rio 2023: 3.–4. Platz
- ESL Pro League Season 18: 2. Platz
- BLAST Premier World Final 2023: 3.–4. Platz
- PGL CS2 Major Copenhagen 2024: 1. Platz
- BLAST Premier Spring Final 2024: 2. Platz
- Esports World Cup 2024: 1. Platz
- IEM Cologne 2024: 2. Platz

### Defense of the Ancients
- 1. Platz – TECHLABS Cup UA 2011
- 1. Platz – ASUS Cup Spring 2011
- 1. Platz – ESAL CIS #1
- 3. Platz – OSPL Spring 2011
- 3. Platz – Intel Challenge Super Cup 7
- 3. Platz – ASUS Winter 2011
- 3. Platz – Intel Challenge Supercup
- 3. Platz – ASUS Autumn 2010
- 1. Platz – DotA Kiev Main Event

### Dota 2
- 1. Platz – ESWC (Electronic Sports World Cup) 2011
- 1. Platz – The International DOTA 2 Tournament 2011
- 2. Platz – DOTA 2 STAR Championship
- 2. Platz – Dreamhack Summer 2012
- 2. Platz – The International DOTA 2 Tournament 2012
- 1. Platz – Alienware Cup 2013
- 2. Platz – The International DOTA 2 Tournament 2013
- 1. Platz – Dreamhack Winter 2013
- 2. Platz – ESLONE Frankfurt 2016

### Fifa
- 1. Platz – SEC 2011 – Na`Vi|Yozhyk
- 1. Platz – OSPL Spring 2011 – Na`Vi|Yozhyk

### Hearthstone: Heroes of Warcraft
- 1. Platz – Hearthstone World Championship – Na'Vi|Ostkaka